# Europsko prvenstvo u košarci za igrače do 20 godina
Europsko prvenstvo u košarci za igrače do 20 godina igralo se svako dvije godine od 1992. do 2004., a od 2004. igra se svaku godinu.

## Izdanja
| Godina | Domaćin             | Zlato              | Srebro     | Bronca             |
| 1992.  | Grčka               | Italija            | Grčka      | Francuska          |
| 1994.  | Slovenija           | Bjelorusija        | Italija    | Španjolska         |
| 1996.  | Turska              | Litva              | Španjolska | SR Jugoslavija     |
| 1998.  | Italija             | SR Jugoslavija     | Slovenija  | Turska             |
| 2000.  | Sjeverna Makedonija | Slovenija          | Izrael     | Španjolska         |
| 2002.  | Litva               | Grčka              | Španjolska | Francuska          |
| 2004.  | Češka               | Slovenija          | Izrael     | Litva              |
| 2005.  | Rusija              | Rusija             | Litva      | Srbija i Crna Gora |
| 2006.  | Turska              | Srbija i Crna Gora | Turska     | Slovenija          |
| 2007.  | Slovenija Italija   | Srbija             | Španjolska | Italija            |
| 2008.  | Latvija             | Srbija             | Litva      | Španjolska         |
| 2009.  | Grčka               | Grčka              | Francuska  | Španjolska         |
| 2010.  | Hrvatska            | Francuska          | Grčka      | Španjolska         |
| 2011.  | Španjolska          | Španjolska         | Italija    | Francuska          |
| 2012.  | Slovenija           | Litva              | Francuska  | Španjolska         |
| 2013.  | Estonija            | Italija            | Latvija    | Španjolska         |
| 2014.  | Grčka               | Turska             | Španjolska | Srbija             |
| 2015.  | Italija             | Srbija             | Španjolska | Turska             |